# Cristais
Cristais är en kommun i Brasilien.   Den ligger i delstaten Minas Gerais, i den sydöstra delen av landet, 600 km söder om huvudstaden Brasília. Antalet invånare är 11 301.
Omgivningarna runt Cristais är huvudsakligen savann. Runt Cristais är det glesbefolkat, med 15 invånare per kvadratkilometer.